# Marko Rothaar
Marko Rothaar (* 1970) ist ein ehemaliger deutscher Footballspieler.

## Laufbahn
Rothaar wechselte zur Saison 2001 von den Hamburg Wild Huskies zu den Braunschweig Lions.
Von 2001 bis 2005 gehörte der 1,85 Meter große Kicker dem Mannschaftsaufgebot der Braunschweiger an und wurde mit den Niedersachsen 2005 deutscher Meister sowie 2003 Eurobowl-Sieger.
2001, 2002, 2003 und 2004 wurde er mit Braunschweig zudem deutscher Vizemeister, er stand mit der Mannschaft 2002 ein zweites Mal im Eurobowl, verlor dieses Endspiel aber gegen Bergamo.